# Krešo Ljubičić
Krešo Ljubičić (ur. 26 września 1988 w Hanau) – chorwacki piłkarz występujący na pozycji pomocnika. Od 2013 jest zawodnikiem klubu Hrvatski Dragovoljac Zagrzeb, dokąd jest wypożyczony z Hajduka Split.